# محمد محمودی شاه‌نشین
محمد محمودی شاه نشین، چهره سیاسی اصلاح‌طلب و نماینده مردم شهریار، قدس و ملارد، در دهمین دوره مجلس شورای اسلامی بوده‌است.

## نماینده شهریار،قدس وملارد در مجلس دهم
محمد محمودی شاه‌نشین، در دهمین دوره انتخابات مجلس شورای اسلامی، در لیست ائتلاف فراگیر اصلاح طلبان: گام دوم در شهریار، قدس و ملارد حضور داشت و توانست در مرحله دوم انتخابات با کسب ۸۱٬۸۲۶ رأی از مجموع ۱۳۳٬۸۷۱ رأی مأخوذه صحیح، وارد مجلس دهم شود. شورای نگهبان در یازدهمین دوره انتخابات مجلس اسلامی صلاحیت وی را تایید نکرد.

## سوابق
محمد محمودی شاه‌نشین، در روستای شاه‌نشین استان اردبیل به دنیا آمد. تحصیلات ابتدایی خود را در تهران و راهنمائی و متوسطه را در شهر قدس گذراند. سپس در مقطع کارشناسی رشته مهندسی برق دانشگاه فردوسی مشهد به تحصیل پرداخت و سپس موفق به اخذ کارشناسی ارشد مدیریت اجرائی از دانشگاه آزاد قزوین گردید. در طول تحصیل حضور فعال در عرصه فعالیت‌های اجتماعی و علمی داشته‌است از آن جمله فعالیت در مرکز تحقیقات مهندسی جهاد دانشگاهی، عضویت در شورای مرکزی انجمن اسلامی دانشجویان، عضو فعال مرکز تحقیقات مهندسی جنگ جهاد سازندگی و حضور داوطلبانه در جبهه‌های دفاع از ایران اسلامی می‌توان نام برد.
فعالیت در شهرقدس را با تدریس درس فیزیک در دبیرستان شهید عالمی آغاز کرد و با پذیرفتن مسئولیت در فرمانداری شهریار و سپس شهردار شهرهای رباط کریم، نظرآباد، بومهن، ملارد به عنوان یک شهردار موفق در سطح استان شناخته شد. ۱۵ سال فعالیت در فوتبال کشور (حضور وی به عنوان یکی از اعضاء تأثیرگذار در مجمع عمومی فدراسیون فوتبال)، حضور سه دوره موفق (اول، دوم و چهارم) در شورای اسلامی شهر قدس و همزمان ریاست شورای اسلامی شهرستان شهریار، عضو و ریاست شورای اسلامی استان تهران کارنامه درخشانی است که وی در عرصه فعالیت‌های شوراهای اسلامی داشته‌است.
فعالیتهای وی در بخش عمران و آبادانی بخصوص مسئولیت ده ساله در ساماندهی بافت‌های فرسوده کرج، عضویت در هیئت مدیره و معاونت اجرایی شرکت مدیریت طرح و اجراء خانه سازی طی پنج سال حضور مؤثر در احداث ده‌ها بیمارستان و مراکز درمانی مهم وابسته به تأمین اجتماعی نیز قابل ذکر است.
از دیگر سوابق محمد محمودی می‌توان به موارد ذیل اشاره کرد:
- رئیس هیئت فوتبال استان البرز و عضو مجمع عمومی سازمان لیگ برتر (از خرداد سال ۱۳۸۶ تاکنون)
- عضو هیئت مدیره باشگاه فرهنگی و ورزشی راه‌آهن (از بهمن ماه سال ۱۳۹۳ تاکنون)
- تدریس در دانشگاه علمی و کاربردی خانه کارگر (ازسال ۱۳۹۰ تاکنون)
- مشاور عمرانی و مشاور اجرائی فرمانداری شهرستان شهریار (۱۳۷۰ الی ۱۳۷۱)
- شهردار شهرهای رباط کریم، نظرآباد، بومهن و ملارد (۱۳۷۱ الی ۱۳۷۸)
- مدیر طرح ساماندهی کرج (بهسازی بافت‌های فرسوده شهری )و مشاور عمرانی فرماندار کرج (۱۳۷۸ الی ۱۳۸۸)
- عضو موظف هیئت مدیره و معاون اجرایی شرکت خانه سازی ایران متعلق به سازمان تأمین اجتماعی (۱۳۸۸ الی ۱۳۹۴)
- حضور در مناطق جنگی به عنوان بسیجی بیش از سی ماه (۱۳۵۹ الی ۱۳۶۷)
- عضو بسیج و انجمن اسلامی دانشجویان و رابط جبهه و دانشگاه فردوسی مشهد (۱۳۶۳ الی ۱۳۶۷)
- عضو هیئت مدیره شرکت آب و فاضلاب غرب استان تهران (۱۳۷۰ الی ۱۳۷۵)
- عضو هیئت مدیره سازمان همیاری شهرداریهای استان تهران (۱۳۷۴ الی ۱۳۷۹)
- عضو هیئت مدیره شرکت نصب نیرو (وزارت نیرو) (۱۳۸۰ الی ۱۳۸۳)
- عضو شورای اسلامی شهرقدس و شهرستان شهریار (دوره اول و دوم)(۱۳۷۸ الی ۱۳۸۶)
- عضو شورای مرکزی بسیج ورزشکاران استان البرز (۱۳۹۰)
- رئیس شورای اسلامی استان تهران و منتخب دوره چهارم شورای اسلامی شهر قدس (۱۳۹۲ الی ۱۳۹۴)
- عضوی شورای حل اختلاف استانداری تهران (۱۳۹۳)